# Alpheus tirmiziae
Alpheus tirmiziae is een garnalensoort uit de familie van de Alpheidae. De wetenschappelijke naam van de soort is voor het eerst geldig gepubliceerd in 1974 door Kazmi.